# Ballatgi, Manvi
Ballatgi là một làng thuộc tehsil Manvi, huyện Raichur, bang Karnataka, Ấn Độ.